# Корнелий Декстер
Корнелий Декстер (на латински: Cornelius Dexter) e политик и сенатор на Римската империя през 2 век.
През 159 г. той е суфектконсул заедно с неизвестен колега.